# Glucosa oxidasa
La enzima glucosa oxidasa (GOx) (EC 1.1.3.4) es una oxidorreductasa que cataliza la oxidación de la glucosa para formar peróxido de hidrógeno y D-glucono-δ-lactona. En las células contribuye a degradar los azúcares hacia sus metabolitos.
La glucosa oxidasa es ampliamente utilizada para la determinación y cuantificación de glucosa libre en los fluidos biológicos, tales como sangre y orina, en materia prima vegetal y en la industria de los alimentos. Tiene además muchas aplicaciones en biotecnología, y se utiliza  para la fabricación de biosensores sensibles a glucosa. Usualmente se extrae de Aspergillus niger.

## Estructura
La GOx es una proteína dimérica, la estructura tridimensional de la GOx ha sido totalmente dilucidada. El sitio activo donde la glucosa se une es un profundo bolsillo en la estructura. La enzima, como muchas otras proteínas que actúan fuera de las células, se encuentra cubierta por cadenas de carbohidratos.

## Actividad
A pH 7, la glucosa está presente en solución en forma de hemiacetal cíclico, siendo un 63,6% β-D-glucopiranosa y un 36,4% α-D-glucopiranosa (la proporción de moléculas lineales y de furanosa es despreciable). La glucosa oxidasa se une específicamente a la β-D-glucopiranosa y no interacciona con α-D-glucopiranosa. Es capaz de oxidar toda la glucosa en la solución, dado que el equilibrio entre los anómeros α y β es conducido hacia la forma β conforme ésta va siendo consumida en la reacción.
La glucosa oxidasa cataliza la oxidación de β-D-glucosa en D-glucono-1,5-lactona, que es hidrolizada a ácido glucónico.
Para actuar como catalizador, la GOx requiere un cofactor, el flavín adenín dinucleótido (FAD). El FAD es un componente común en las reacciones de oxidorreducción biológicas. Las reacciones redox conllevan una pérdida o ganancia de electrones de una molécula. En la reacción redox catalizada por la GOx, el FAD actúa como el aceptor inicial de electrones y es reducido a FADH2. Después el FADH2 es oxidado por oxígeno molecular (O2) que desempeña el papel de aceptor final de electrones. El oxígeno es capaz de ello debido a que tiene un potencial de reducción mayor. Como consecuencia el O2 es reducido a peróxido de hidrógeno (H2O2).

## Aplicaciones
La glucosa oxidasa es ampliamente utilizada acoplada a una reacción mediada por la peroxidasa que permite visualizar colorimétricamente el H2O2 formado, de este tipo son los ensayos para la determinación de glucosa libre en el suero o plasma sanguíneo utilizados con finalidades diagnósticas. La reacción es adaptable a procedimientos manuales utilizando un espectrofotómetro o a técnicas automatizadas, e incluso para su utilización en ensayos rápidos como los de las tiras reactivas de orina.
Ensayos similares permiten monitorear los niveles de glucosa en procesos de fermentación, biorreactores, y el control de niveles de glucosa en materia prima vegetal y productos alimentarios.
Los biosensores de electrodo enzimático permiten detectar los niveles de glucosa al llevar un registro de los electrones que pasan a través de la enzima. La enzima se encuentra depositada sobre un electrodo y lo que se mide es el potencial eléctrico generado por la reacción. Esto ha hecho posible la fabricación de microsensores que resultan verdaderas proezas nanotecnológicas y que son utilizados, por ejemplo, en los sensores caseros que miden el nivel de glucosa sanguínea utilizados por muchos diabéticos.
En la industria manofacturera, la GOx se utiliza como aditivo debido a sus efectos oxidantes. En panadería se utiliza para obtener masas más firmes reemplazando a oxidantes como el bromato. Ayuda además a remover el oxígeno de los envases de alimentos, y a eliminar la D-glucosa de la clara de huevo para prevenir el pardeamiento.
La glucosa oxidasa se halla también en la miel, donde actúa como un conservante natural. La GOx en la superficie de la miel reduce el oxígeno atmosférico (O2) a peróxido de hidrógeno (H2O2), el cual actúa como una barrera antimicrobiana. De manera similar GOx actúa como bactericida en muchas células inmunes fúngicas.

## Enzimas relacionadas: notatina y otros nombres
La notatina, extraída de cultivos antibacterianos de Penicillium notatum, fue llamada originalmente penicilina A, pero más tarde fue renombrada para evitar confusiones con la penicilina. Se pudo observar que la notatina era idéntica a la penicilina B y a la glucosa oxidasa, enzimas extraídas de otros hongos además de P. notatum; de modo actualmente se conoce a la notatina como glucosa oxidasa en forma generalizada.
Experimentos tempranos demostraron que la notatina, en presencia de glucosa, exhibía actividad antibacteriana in vitro debido a la formación de peróxido de hidrógeno.  En pruebas in vivo posteriores realizadas en ratones, se observó que la notatina no protegía eficazmente a los animales frente a Streptococcus haemolyticus, Staphylococcus aureus, o salmonella, llegando a producir, a ciertas dosis, daños severos en tejidos.